# Campeonato Mundial de Ginástica Artística de 2011
O XLIII Campeonato Mundial de Ginástica Artística ocorreu entre os dias 8 e 16 de outubro de 2011, no Tokyo Metropolitan Gymnasium, na cidade de Tóquio, Japão. 
O evento serviu como Pré-Olímpico para os Jogos Olímpicos de 2012, em Londres, já que as oito equipes melhor classificadas no masculino e feminino e os medalhistas individuais, foram automaticamente classificados para as Olimpíadas. Os demais participantes disputarão um evento-teste, na capital britânica, em janeiro de 2012.

## Eventos
- Equipes masculino
- Individual geral masculino
- Solo masculino
- Barra fixa
- Barras paralelas
- Cavalo com alças
- Argolas
- Salto sobre a mesa masculino
- Equipes feminino
- Individual geral feminino
- Trave
- Solo feminino
- Barras assimétricas
- Salto sobre a mesa feminino

## Calendário
| Outubro            | 7 | 8 | 9 | 10 | 11 | 12 | 13 | 14 | 15 | 16 |
| ------------------ | - | - | - | -- | -- | -- | -- | -- | -- | -- |
| Qualificatória     |   |   | ● | ●  |    |    |    |    |    |    |
| Equipes            |   |   |   |    |    | ●  |    |    |    |    |
| Individual geral   |   |   |   |    |    |    |    | ●  |    |    |
| Solo               |   |   |   |    |    |    |    |    | ●  |    |
| Cavalo com alças   |   |   |   |    |    |    |    |    | ●  |    |
| Argolas            |   |   |   |    |    |    |    |    | ●  |    |
| Salto sobre a mesa |   |   |   |    |    |    |    |    |    | ●  |
| Barras paralelas   |   |   |   |    |    |    |    |    |    | ●  |
| Barra fixa         |   |   |   |    |    |    |    |    |    | ●  |

| Outubro             | 7 | 8 | 9 | 10 | 11 | 12 | 13 | 14 | 15 | 16 |
| ------------------- | - | - | - | -- | -- | -- | -- | -- | -- | -- |
| Qualificatória      | ● | ● |   |    |    |    |    |    |    |    |
| Equipes             |   |   |   |    | ●  |    |    |    |    |    |
| Individual geral    |   |   |   |    |    |    | ●  |    |    |    |
| Salto sobre a mesa  |   |   |   |    |    |    |    |    | ●  |    |
| Barras assimétricas |   |   |   |    |    |    |    |    | ●  |    |
| Trave               |   |   |   |    |    |    |    |    |    | ●  |
| Solo                |   |   |   |    |    |    |    |    |    | ●  |

## Países participantes
Um total de 82 nações foram representadas no Mundial de Ginástica Artística. Entre parênteses o número de ginastas por país.
| \| - África do Sul (4) - Albânia (1) - Alemanha (14) - Arábia Saudita (3) - Argentina (4) - Armênia (4) - Austrália (14) - Áustria (6) - Azerbaijão (1) - Bélgica (10) - Bielorrússia (9) - Brasil (14) - Bulgária (4) - Canadá (14) - Cazaquistão (8) - Chile (3) - China (14) - Chipre (3) - Colômbia (10) - Coreia do Sul (14) - Costa Rica (4) \| - Croácia (6) - Dinamarca (6) - Egito (6) - El Salvador (2) - Eslovênia (9) - Eslováquia (3) - Espanha (14) - Estados Unidos (14) - Filipinas (2) - Finlândia (6) - França (14) - Geórgia (2) - Grécia (10) - Guatemala (4) - Hong Kong (3) - Hungria (14) - Índia (4) - Indonésia (6) - Iraque (2) - Irlanda (5) - Islândia (6) \| - Israel (4) - Itália (14) - Jamaica (2) - Japão (14) - Jordânia (2) - Kuwait (3) - Letônia (2) - Lituânia (4) - Luxemburgo (1) - Malásia (2) - México (10) - Mónaco (1) - Mongólia (2) - Namíbia (1) - Noruega (5) - Nova Zelândia (5) - Países Baixos (14) - Peru (4) - Polónia (5) - Porto Rico (9) - Portugal (10) \| - Catar (5) - Reino Unido (14) - Chéquia (4) - República Dominicana (2) - Roménia (14) - Rússia (14) - Sérvia (1) - Singapura (1) - Suécia (5) - Suíça (14) - Tailândia (3) - Taipé Chinesa (5) - Trinidad e Tobago (2) - Tunísia (2) - Turquia (4) - Ucrânia (14) - Uzbequistão (13) - Venezuela (10) - Vietname (5) \| | | | |
| - África do Sul (4) - Albânia (1) - Alemanha (14) - Arábia Saudita (3) - Argentina (4) - Armênia (4) - Austrália (14) - Áustria (6) - Azerbaijão (1) - Bélgica (10) - Bielorrússia (9) - Brasil (14) - Bulgária (4) - Canadá (14) - Cazaquistão (8) - Chile (3) - China (14) - Chipre (3) - Colômbia (10) - Coreia do Sul (14) - Costa Rica (4) | - Croácia (6) - Dinamarca (6) - Egito (6) - El Salvador (2) - Eslovênia (9) - Eslováquia (3) - Espanha (14) - Estados Unidos (14) - Filipinas (2) - Finlândia (6) - França (14) - Geórgia (2) - Grécia (10) - Guatemala (4) - Hong Kong (3) - Hungria (14) - Índia (4) - Indonésia (6) - Iraque (2) - Irlanda (5) - Islândia (6) | - Israel (4) - Itália (14) - Jamaica (2) - Japão (14) - Jordânia (2) - Kuwait (3) - Letônia (2) - Lituânia (4) - Luxemburgo (1) - Malásia (2) - México (10) - Mónaco (1) - Mongólia (2) - Namíbia (1) - Noruega (5) - Nova Zelândia (5) - Países Baixos (14) - Peru (4) - Polónia (5) - Porto Rico (9) - Portugal (10) | - Catar (5) - Reino Unido (14) - Chéquia (4) - República Dominicana (2) - Roménia (14) - Rússia (14) - Sérvia (1) - Singapura (1) - Suécia (5) - Suíça (14) - Tailândia (3) - Taipé Chinesa (5) - Trinidad e Tobago (2) - Tunísia (2) - Turquia (4) - Ucrânia (14) - Uzbequistão (13) - Venezuela (10) - Vietname (5) |

## Medalhistas
Masculino
| Evento                      | Ouro                                                                                    | Prata | Bronze |
| Equipes detalhes            | Zou Kai · Teng Haibin · Chen Yibing · Zhang Chenglong · Feng Zhe · Yan Mingyong · China | Kohei Uchimura · Kazuhito Tanaka · Kenya Kobayashi · Koji Yamamuro · Makoto Okiguchi · Yusuke Tanaka · Japão | Jacob Dalton · Jonathan Horton · Danell Leyva · Steven Legendre · Alexander Naddour · John Orozco · Estados Unidos |
| Individual geral detalhes   | Kohei Uchimura · Japão                                                                  | Philipp Boy · Alemanha                                                                                       | Koji Yamamuro · Japão                                                                                              |
| Solo detalhes               | Kohei Uchimura · Japão                                                                  | Zou Kai · China                                                                                              | Diego Hypólito · Brasil · Alexander Shatilov · Israel                                                              |
| Cavalo com alças detalhes   | Krisztián Berki · Hungria                                                               | Cyril Tommasone · França                                                                                     | Louis Smith · Reino Unido                                                                                          |
| Argolas detalhes            | Chen Yibing · China                                                                     | Arthur Zanetti · Brasil                                                                                      | Koji Yamamuro · Japão                                                                                              |
| Salto sobre a mesa detalhes | Yang Hak-seon Coreia do Sul                                                             | Anton Golotsutskov · Rússia                                                                                  | Makoto Okiguchi · Japão                                                                                            |
| Barras paralelas detalhes   | Danell Leyva · Estados Unidos                                                           | Vasileios Tsolakidis · Grécia · Zhang Chenglong · China                                                      | nenhum |
| Barra fixa detalhes         | Zou Kai · China                                                                         | Zhang Chenglong · China                                                                                      | Kohei Uchimura · Japão                                                                                             |

Feminino
| Evento                       | Ouro | Prata | Bronze                                                                              |
| Equipes detalhes             | Sabrina Vega · Jordyn Wieber · McKayla Maroney · Alexandra Raisman · Gabrielle Douglas · Anna Li · Estados Unidos | Ksenia Afanasyeva · Viktoria Komova · Anna Dementyeva · Yulia Belokobylskaya · Tatiana Nabieva · Yulia Inshina · Rússia | Huang Qiushuang · Yao Jinnan · Tan Sixin · Lu Sui · Jiang Yuyuan · He Kexin · China |
| Individual geral detalhes    | Jordyn Wieber · Estados Unidos                                                                                    | Viktoria Komova · Rússia                                                                                                | Yao Jinnan · China                                                                  |
| Salto sobre a mesa detalhes  | McKayla Maroney · Estados Unidos                                                                                  | Oksana Chusovitina · Alemanha                                                                                           | Phan Thị Hà Thanh · Vietname                                                        |
| Barras assimétricas detalhes | Viktoria Komova · Rússia                                                                                          | Tatiana Nabieva · Rússia                                                                                                | Huang Qiushuang · China                                                             |
| Trave detalhes               | Lu Sui · China | Yao Jinnan · China | Jordyn Wieber · Estados Unidos                                                      |
| Solo detalhes                | Ksenia Afanasyeva · Rússia                                                                                        | Lu Sui · China | Alexandra Raisman · Estados Unidos                                                  |

## Quadro de medalhas
| Ordem | País           | Medalha de ouro | Medalha de prata | Medalha de bronze |    |
| ----- | -------------- | --------------- | ---------------- | ----------------- | -- |
| 1     | China          | 4               | 5                | 3                 | 12 |
| 2     | Estados Unidos | 4               |                  | 3                 | 7  |
| 3     | Rússia         | 2               | 4                |                   | 6  |
| 4     | Japão          | 2               | 1                | 4                 | 7  |
| 5     | Coreia do Sul  | 1               |                  |                   | 1  |
|       | Hungria        | 1               |                  |                   | 1  |
| 7     | Alemanha       |                 | 2                |                   | 2  |
| 8     | Brasil         |                 | 1                | 1                 | 2  |
| 9     | França         |                 | 1                |                   | 1  |
|       | Grécia         |                 | 1                |                   | 1  |
| 11    | Grã-Bretanha   |                 |                  | 1                 | 1  |
|       | Israel         |                 |                  | 1                 | 1  |
|       | Vietname       |                 |                  | 1                 | 1  |
| TOTAL | TOTAL          | 14              | 15               | 14                | 43 |

     País sede destacado.